# Antrocephalus peechiensis
Antrocephalus peechiensis är en stekelart som beskrevs av T.C. Narendran 1989. Antrocephalus peechiensis ingår i släktet Antrocephalus och familjen bredlårsteklar. Inga underarter finns listade i Catalogue of Life.